# Joaquim Rocha Afonso
Joaquim Manuel da Rocha Afonso (Miranda do Douro, 28 de maio de 1963) é um militar, investigador e político português.
Em 14 de Novembro de 2020 foi eleito presidente do partido Nós Cidadãos!.

## Biografia

### Educação
Licenciou-se em Ciências Militares, classe de Marinha, na Escola Naval, Lisboa, 1986; Armas Anti-Submarinas, na Escola de Armas Anti-Submarinas, 1988 e Mestre em Ciências do Oceano, 2001.

### Carreira militar
Oficial superior da Marinha Portuguesa, 1986, promovido a Capitão-tenente, 1996. Chefe de serviço na Corveta João Coutinho / Guerra Anti-Submarina / Oficial AAW Lisboa, 1986-1987. Oficial Imediato do Patrulha Cacine, 1987-1988. Imediato e oficial exercendo funções de comandante da corveta Augusto de Castilho, 1989-1994. Ajudante de campo do Alm. cinciberlant Organização do Tratado do Atlântico Norte, Oeiras, Portugal, 1994-1996. Chefe de Gabinete do Comandante Naval, Oeiras, Portugal, 1996-1997. Capitão do porto de Caminha, 1997-1998.
Oficial do Estado-Maior da Marinha, 1998-2000 e depois do Ministério da Defesa.
Foi listado como um oficial militar notável pelo Marquis Who is Who.

### Actividade cultural e política
Foi mandatário nacional para o Ambiente da candidatura à presidência da República de Fernando Nobre, 2011. Mandatário de Paulo Morais para a área de Segurança e Ambiente em 2016, cabeça de lista por Bragança em 2015 do Nós, Cidadãos!.
No Grupo de Estudos de Ordenamento do Território e Ambiente (GEOTA), de 2014 a 2020 foi vogal do Conselho Fiscal tendo exercido dois mandatos como vice-presidente da Comissão Executiva. Foi durante 12 anos tesoureiro do Seas-at-Risk, em representação do Geota.
Em Junho de 2016, fez parte do Conselho Coordenador da Assembleia Geral da Associação para o Desenvolvimento Económico e Social (SEDES).
Foi fundador e vice-presidente da Direcção da Plataforma das Associações da Sociedade Civil – Casa da Cidadania (PASC).
Foi igualmente designado vice-presidente da Direcção do Movimento Internacional Lusófono (MIL)  para os anos 2020/2022.
Em 10 de Outubro de 2019, é indigitado Secretário Nacional do Nós, Cidadãos!. Depois em Novembro de 2020, na Casa da Urra. em Portalegre, é eleito para dirigir o mesmo partido, durante o triénio 2020/2023, em substituição de Mendo Castro Henriques.

### Outros
Actualmente exerce funções como investigador na Instituto do Mar, da Faculdade de Ciências e Tecnologia, da Universidade Nova de Lisboa.
É Juiz de vela / iate Portugal Sailing Federation, desde 1988; participante na organização regional Tertúlia Tabuense, da Tábua, desde 1992. Membro do Clube Militar Naval e do Clube Náutico Dos Oficiais e Cadetes da Armada, foi Secretário Geral da Associação Naval de Lisboa e é Comodoro do Sport Algés e Dafundo.
Fez parte do Conselho regional, ano 2006-2007, da Casa de Trás-os-Montes e Alto Douro,de Lisboa.
É membro da Sociedade de Geografia de Lisboa e, em 2010, exerceu o Vice-Secretariado da Seção de Geografia dos Oceanos.